# Saccamoeba
Saccamoeba – rodzaj ameb należących do supergrupy Amoebozoa w klasyfikacji Cavaliera-Smitha.
Należą tutaj następujące gatunki:
- Saccamoeba angelica Bovee, 1972[3]
- Saccamoeba limax (Dujardin, 1841) Page, 1974[3]
- Saccamoeba limna (Bovee, 1972)[3]
- Saccamoeba lucens (Frenzel, 1892) Bovee, 1972[3]
- Saccamoeba stagnicola Page, 1974[3]
- Saccamoeba wakulla (Bovee, 1972)[3]
- Saccamoeba wellneri Siemensma, 1987[3]